# Grupo del 63
El Grupo 63 (en italiano: Gruppo 63) fue un movimiento de neoavanguardia que surgió en Italia en el año 1963. Fue fundado tras un evento dedicado a un festival de música contemporánea intitulado «Semana Internacional de la Música Nueva», organizado por Francesco Agnelo en el Hotel Zagarella, en la ciudad de  Palermo, los días 3 al 8 de octubre. En el festival tomaron parte un grupo de escritores, críticos y músicos, entre los cuales estaban Nanni Balestrini, Edoardo Sanguineti, Alberto Arbasino, Renato Barilli y Umberto Eco.

## Historia
Siguiendo al Grupo 47 de la cultura germánica, el grupo italiano nació en un momento político y artístico controvertido, en el cual la apertura cultural italiana, pretendida por los artistas e intelectuales relacionados con el Grupo, se opone al conservadurismo perpetrado por la dictadura fascista. En este sentido, los que adherían al Grupo 63 intentaban romper con el paradigma artístico identificado con el arte del antiguo régimen, utilizando para ello, un lenguaje experimental tanto en la música, como en la poesía y en las artes plásticas. Oponiéndose por lo tanto al establishment literario italiano -principalmente a una forma de realismo inspirada en la literatura enraizada en el régimen socialista ruso-, el Grupo criticaba el conservadurismo del arte italiano frente a las nuevas tecnologías de comunicación especialmente los medios masivos de comunicación, que inauguraran formas alternativas de integración entre el arte y el público. Por acercarse, en alguna medida, a los medios de comunicación masivos, aunque sin un encomio declarado, los artistas del Grupo 63 fueron tildados de «neocapitalistas» por las personalidades antagónicas.

## Obras
- Nanni Balestrini e Alfredo Giuliani (a cura di), Gruppo 63. La nuova letteratura. Palermo 1963, Milano, Feltrinelli, 1964.
- N. Balestrini (a cura di), Il romanzo sperimentale. Palermo 1965, Milano, Feltrinelli, 1966.
- Renato Barilli e Angelo Guglielmi (a cura di), Gruppo 63. Critica e teoria, Milano, Feltrinelli, 1976; n. ed. Torino, Testo & immagine, 2003.
- Lucio Vetri, Letteratura e caos, Milano, Mursia, 1992.
- Renato Barilli, La neoavanguardia italiana: dalla nascita del "Verri" alla fine di "Quindici", Bologna, Il Mulino, 1995; nuova ed. Lecce, Manni, 2007.
- Fabio Gambaro, Invito a conoscere la neoavanguardia, Milano, Mursia, 1996.
- Fausto Curi, La poesia italiana d'avanguardia, Napoli, Liguori, 2001.
- Aa.Vv., Il Gruppo 63 quarant'anni dopo: atti del Convegno di Bologna (8-11 maggio 2003), Bologna, Pendragon, 2005.
- Luigi Weber, Con onesto amore di degradazione. Romanzi sperimentali e d'avanguardia nel secondo Novecento italiano, Bologna, il Mulino, 2007.
- Quindici: una rivista e il Sessantotto, a cura di Nanni Balestrini, con un saggio di Andrea Cortellessa, Milano, Feltrinelli, 2008.
- Eugenio Gazzola (a cura di), Malebolge. L'altra rivista delle avanguardie, Reggio Emilia, Diabasis, 2011.
- Massimiliano Borelli, Prose dal dissesto. Antiromanzo e avanguardia negli anni Sessanta, Modena, Mucchi editore, 2012.
- Francesco Muzzioli, Gruppo '63. Istruzioni per la lettura, Roma, Odradek, 2013.
- Nanni Balestrini (a cura di), Il romanzo sperimentale. Palermo, 1965; seguito da Con il senno di poi (a cura di A. Cortellessa), Roma, L'orma editore, 2013.
- Federico Fastelli, Il nuovo romanzo. La narrativa d'avanguardia nella prima fase della postmodernità, Firenze, FUP, 2013.